# Mumrills

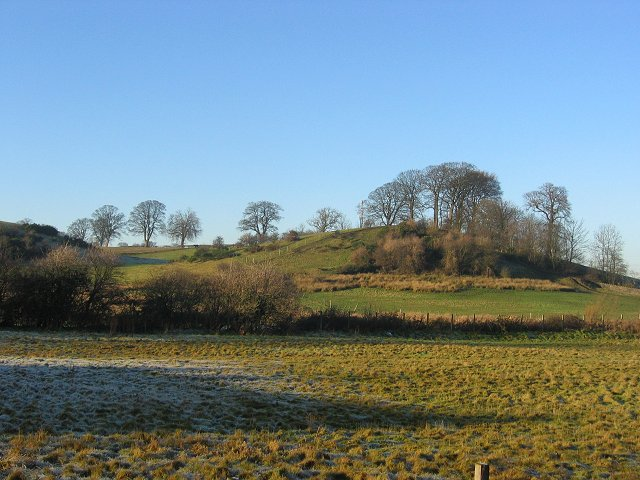
Antoninův val poblíž silnice Mumrills Road

Mumrills je název místa, kde stála největší římská pevnost Antoninova valu ve Skotsku. Pravděpodobně si odtamtud bylo možné vyměňovat signály s pevnostmi flaviovského systému opevnění Gask Ridge. Právě v lokalitě Mumrills možná došlo k porážce Williama Wallacea v bitvě u Falkirku.

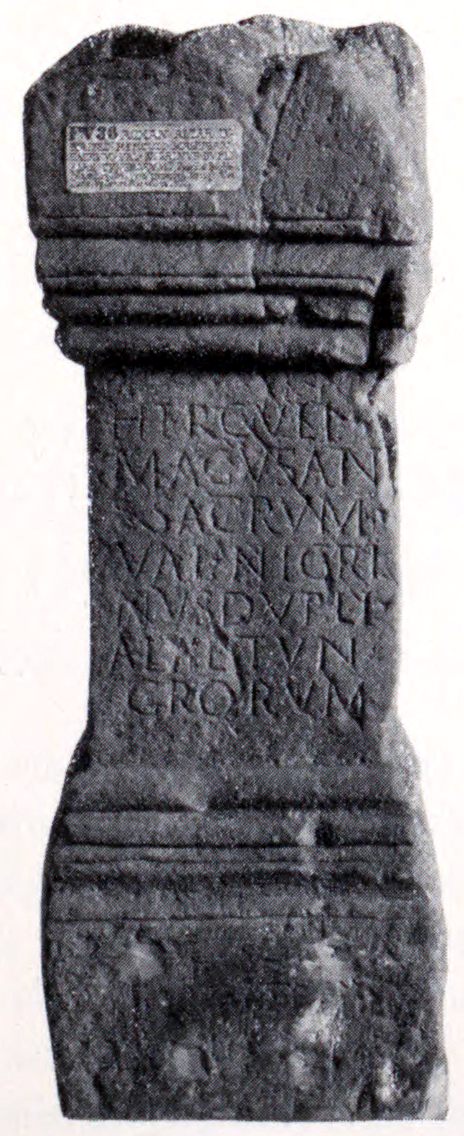
RIB 2140. Oltář zasvěcený bohu zvanému Hercules Magusanus. George MacDonald, č. 33 ve 2. vydání jeho knihy Římský val ve Skotsku.

## Vykopávky

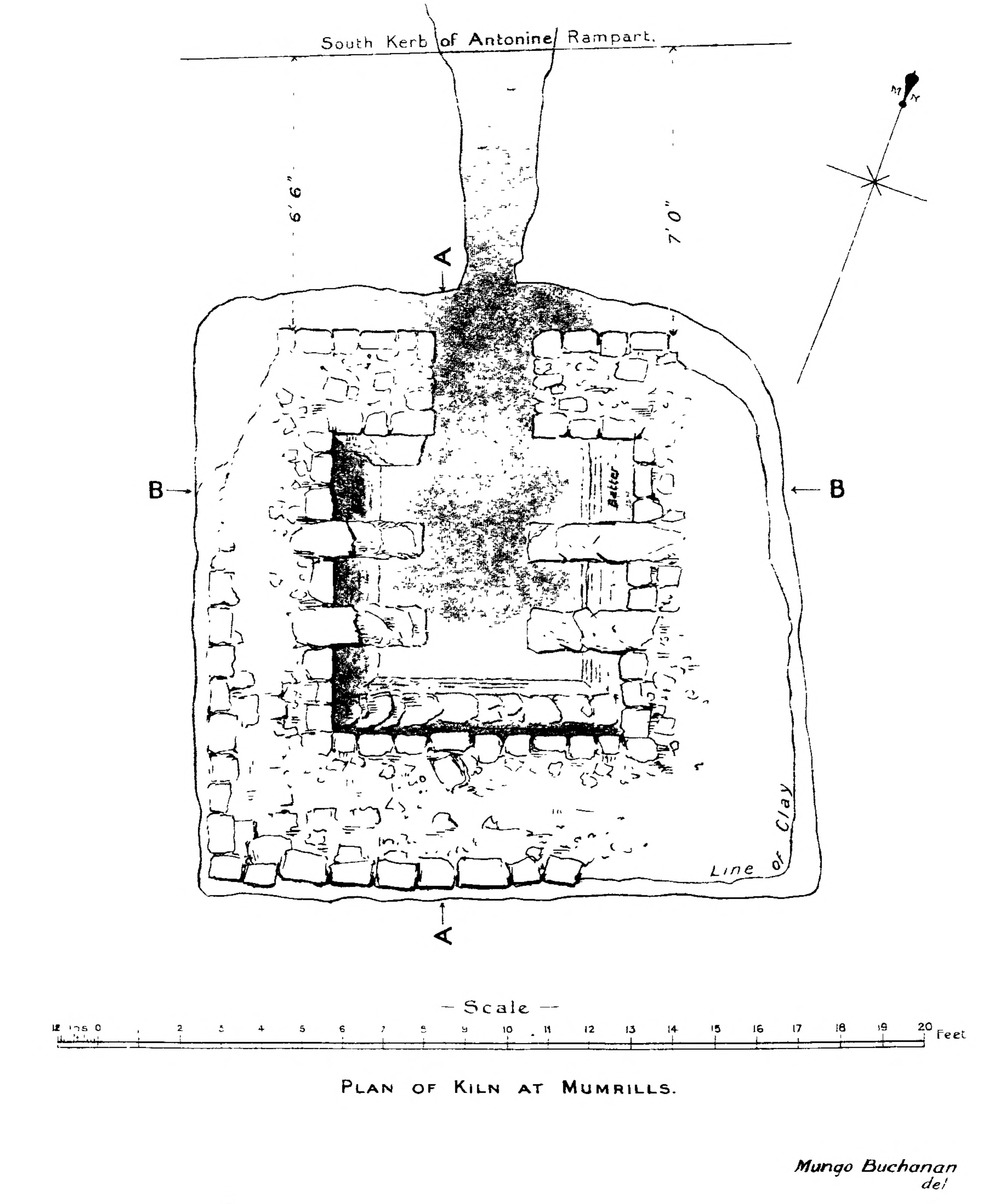
Náčrt plánu pece v Mumrills

Proběhly v letech 1923–1928 a 1958–1960 a tehdy se podařilo zjistit, jaký měla pevnost půdorys. Fotografie vykopávek lze najít online.

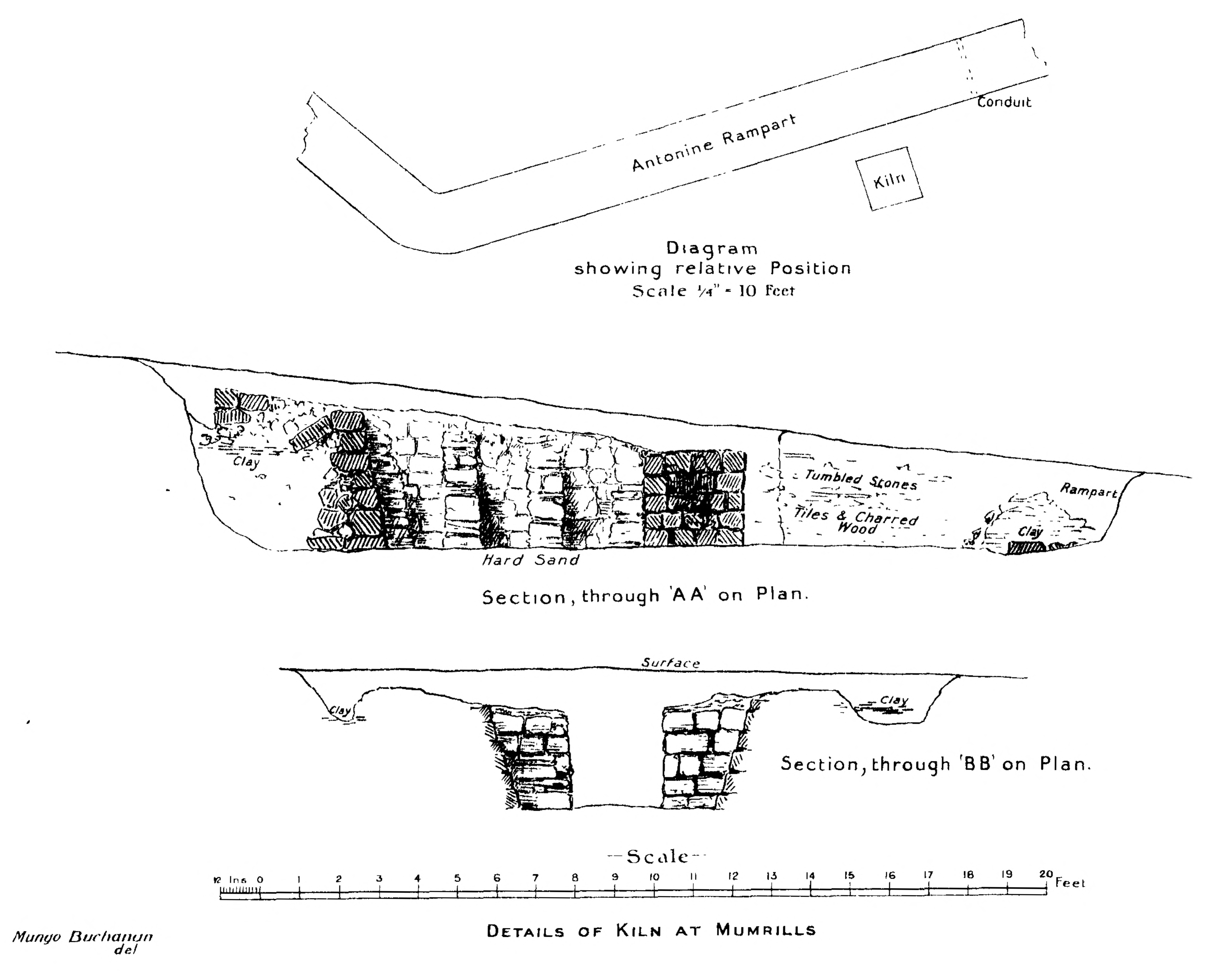
Podrobnosti o peci v Mumrills

## Nápisy na kamenech

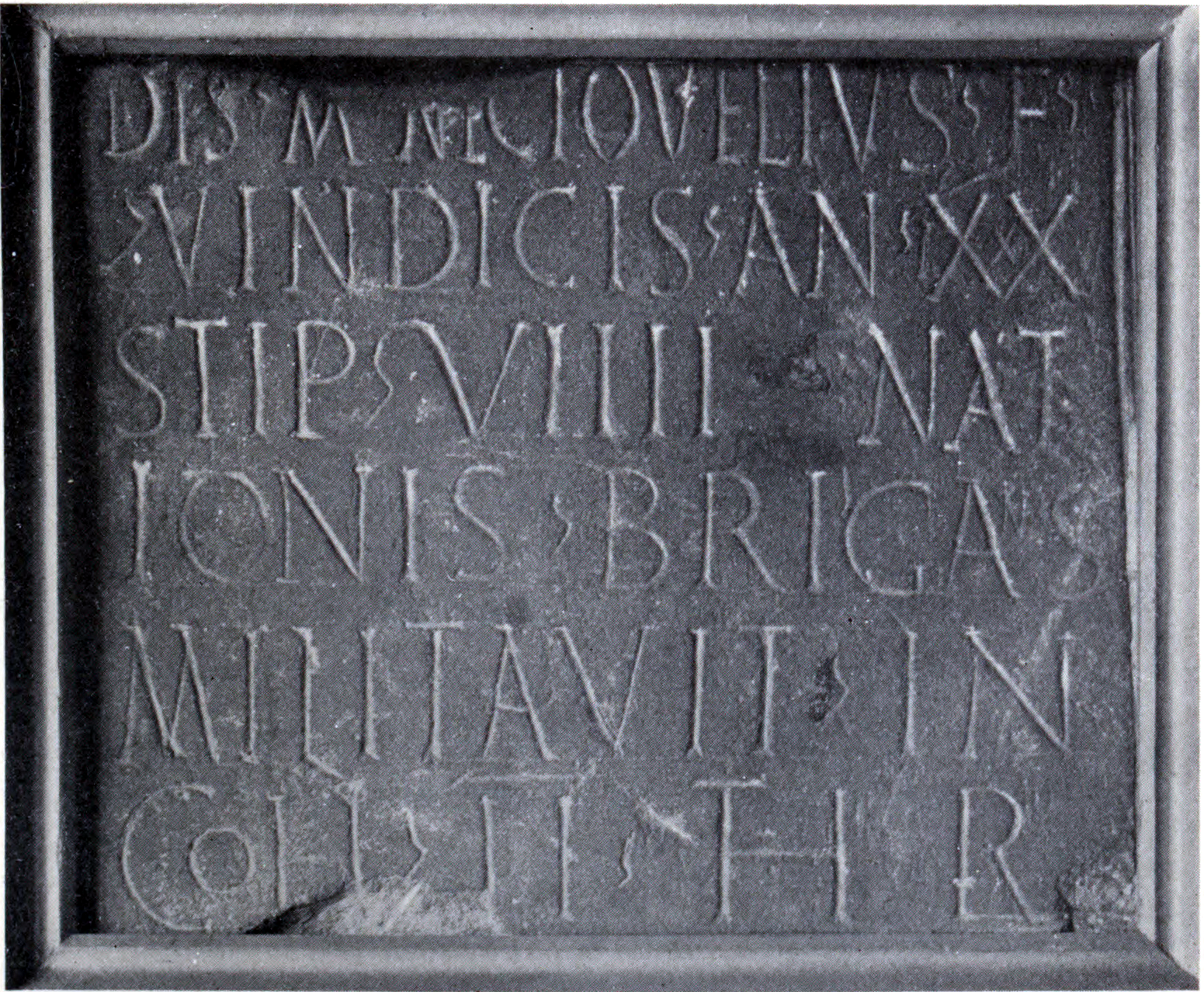
RIB 2142. Pohřební nápis pro Nectovelia. George MacDonald, č. 55 ve 2. vydání jeho knihy Římský val ve Skotsku.

V roce 1841 byl „poblíž mostu u vesnice Brightons “ asi kilometr a půl na jihovýchod od této pevnost nalezen oltář boha Herkula Magusana. Nyní je v Národním muzeu ve Skotsku.
Další nalezený oltář byl věnován Matres. Nechal ho postavit Cassius, nosič standarty, který sloužil v této pevnosti. Historik Alfred von Domaszewski soudí, že „Matres“ zmíněné v oltáři jsou vlastně nymfy Campestres, Silvanae. Oltář byl vytesán mezi roky 140 a 165.
Třetí tam nalezený kámen nesl „Pohřební nápis Nectoveliovi“. Podle George Macdonalda jeho překlad zní: „Božským mánům. Nectovelius, syn Vindexův. Třicetiletý. Původem Brigant, sloužil devět let ve druhé kohortě Thráků.” Briganti byli Keltové; tento kmen ovládal největší část území, z něhož se později stala severní Anglie. Tento fakt dokládá, že do římského vojska byli nabíráni místní obyvatelé. 

## Další nálezy a videa skenů

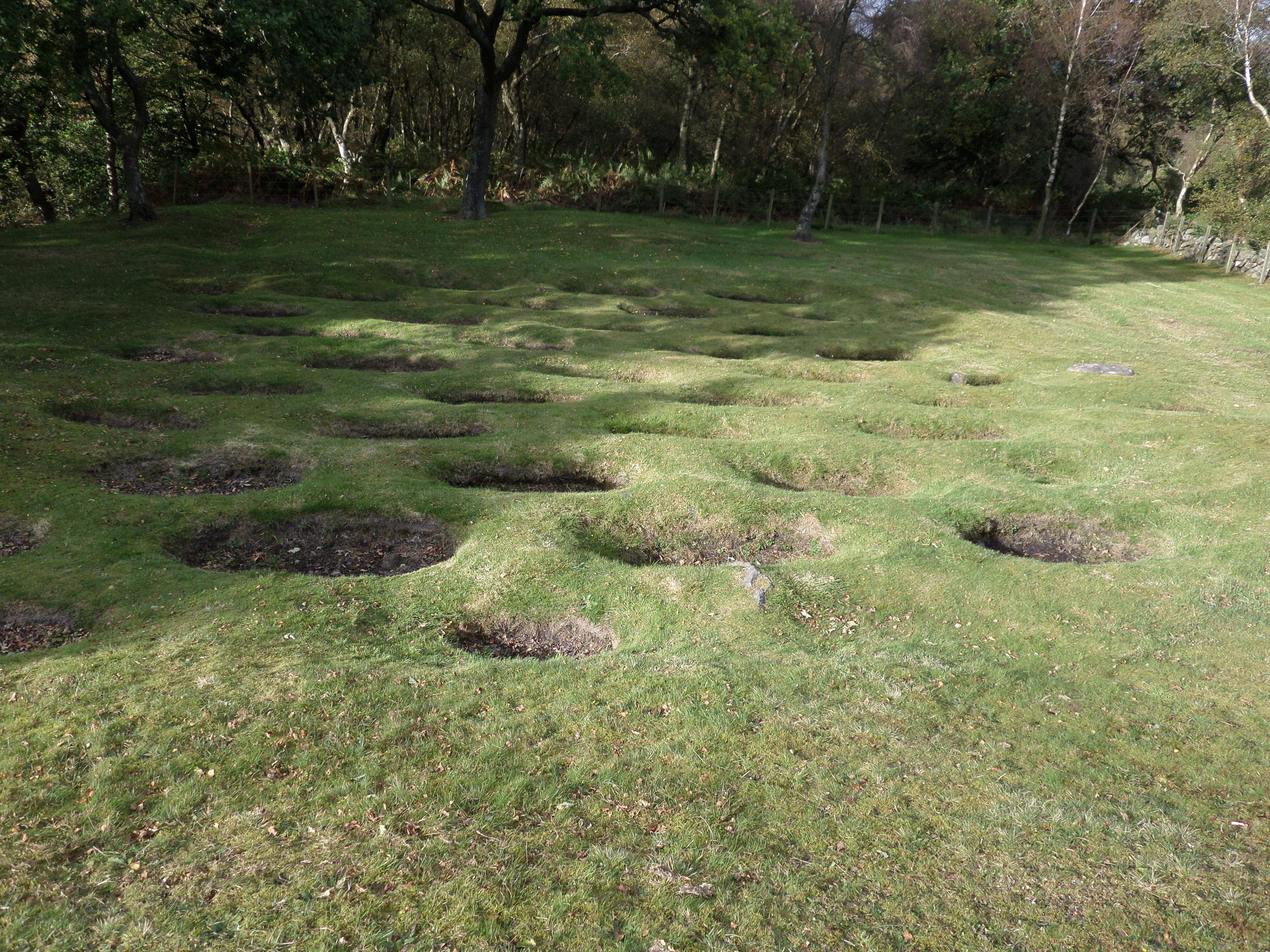
Existují důkazy, že Mumrills měl lilia jámy jako ty, které lze stále vidět v Roughcastle.

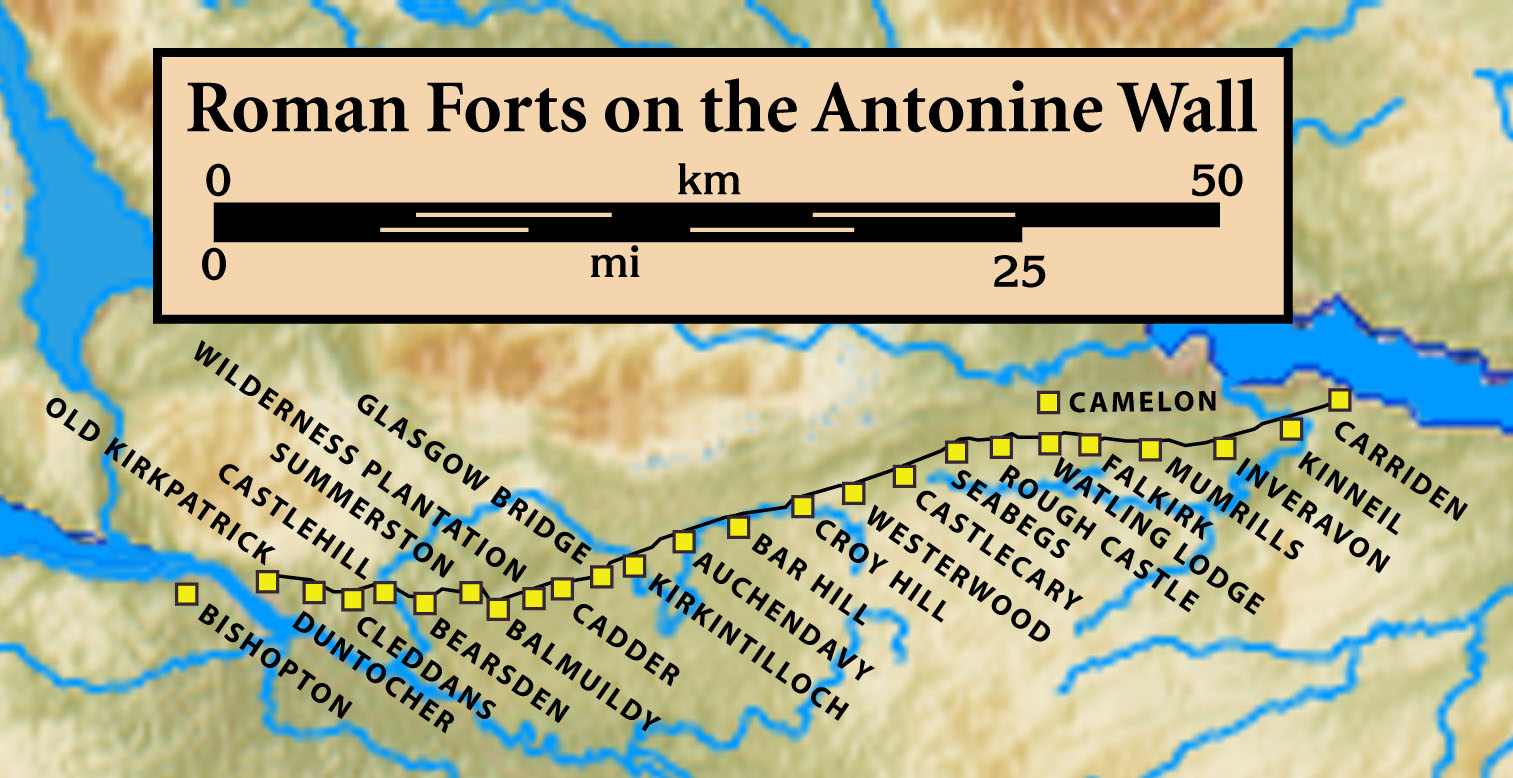
Pevnosti a pevnůstky spojené s Antoninovým valem od západu na východ: Bishopton, Old Kilpatrick, Duntocher, Cleddans, Castlehill, Bearsden, Summerston, Balmuildy, Wilderness Plantation, Cadder, Glasgow Bridge, Kirkintilloch, Auchendavy, Bar Hill, Croy Hill, Westerwood, Castlecary, Seabegs, Rough Castle, Camelon, Watling Lodge, Falkirk, Mumrills, Inveravon, Kinneil, Carriden

V zahradě v obci Laurieston ve středním Skotsku byl v roce 1987 nalezen kamenný reliéf zpodobňující boha Herkula. 
Další nálezy zahrnují část pomníku, těžké železné dláto, sadu kleští z tepaného železa, dlaždici, nádobu na vaření a velký kus římského betonu z hypocaustu v domě velícího důstojníka.
Mnoho římských pevností podél valu hájily posádky v síle asi 500 mužů. Větší pevnosti jako Castlecary a Birrens měly nominálně kohortu 1 000 mužů, ale pravděpodobně tam, na bezpečném místě, žily i ženy a děti, přestože se prostí vojáci nesměli ženit. Pravděpodobně také v okolí pevnosti byly velké osady civilních obyvatel. Základní představu o stravě vojáků si lze učinit na základě nálezů živočišných kostí a lastur v pevnosti. Byly tam také nalezeny stavby, v nichž zřejmě pracovali kováři nebo řemeslníci, kteří vydělávali kůže.. 